# Egidijus Bičkauskas
Egidijus Bičkauskas (*  29. Mai 1955 in Jieznas, Rajongemeinde Prienai) ist ein litauischer Jurist und Politiker, Mitglied des Seimas, Parlamentsvizepräsident.

## Leben
Ab 1968 lebte er mit der Familie in Vilnius. Nach dem Abitur 1973 an der Mittelschule in Žirmūnai absolvierte er 1978 das Diplomstudium der Rechtswissenschaft an der  Vilniaus universitetas und arbeitete als Ermittler in der Staatsanwaltschaft Vilnius.  1989 wurde er in Šilutė zum Deputat des Obersten Sowjets der Sowjetunion gewählt.  1990 wurde er Mitglied des Seimas, danach stellvertretender Vorsitzender des Seimas, Botschafter in Russland. 1996 wurde er in Justiniškės zum Parlament gewählt.
Seit 1993 war er Mitglied der Centro sąjunga.